# Синка (река)
Си́нка (устар. Цинка; исп. Cinca) — река на северо-востоке Испании, крупнейший приток реки Сегре.
Длина — 170 км.

## География
Берёт начало в центральной части Пиренейских гор на высоте 2500 метров над уровнем моря. Течёт в южном направлении по территории провинций Уэска и Лерида. Впадает в Сегре на территории муниципалитета Масалькореч.
Воды Синки используются для нужд сельского хозяйства.

## Притоки
- Веро[исп.]
- Ара[исп.]
- Соса[исп.]
- Эсера[исп.]